# Tariq Lutfi
Umar Farooq Tariq Lufti (ur. 20 września 1951) – pakistański piłkarz, grający na pozycji pomocnika, trener piłkarski.

## Kariera piłkarska

### Kariera klubowa
Występował w PIA FC.

### Kariera reprezentacyjna
Bronił barw narodowej reprezentacji Pakistanu.

## Kariera trenerska
Po zakończeniu kariery zawodnika rozpoczął prace szkoleniową. Trenował kilka pakistańskich klubów, w tym PIA FC i Karachi Bazigar w 2007. Od 1985 do 2004 roku kilka razy pracował jako trener drużyny narodowej Pakistanu, a pod jego kierownictwem Pakistan zdobył złoty medal Igrzysk Południowej Azji w 1989 oraz w 1991. Od 2003 do 2004 oraz w 2005 prowadził narodową reprezentację Pakistanu. W 2011 ponownie stał na czele reprezentacji Pakistanu, z którą pracował tymczasowo. Również kierował drużyną kobiet Pakistanu. Od 2011 jest trenerem klubu KRL FC.